# Феофил (Мадзабракос)
Епископ Феофил (греч. Θεόφιλος в миру Георгиос Мадзабракос греч. Γεώργιος Μαντζαβράκος; род. 1976, Миртия) — архиерей Элладской православной церкви, епископ Лакедемонский, викарий Монемвасийской и Спартской митрополии (с 2023).

## Биография
Родился в 1976 году в селе Миртия, в Лаконии. В 1995 году церковный лицей в Коринфе и Высшую церковную академию в Афинах.
В 2000 году митрополитом Монемвасийским и Спартским Евстафием (Спилиотисом) в монастыре святых сорока мучеников был пострижен в монашество.
30 января 2000 года в Никольском храме в Спарте был хиротонисан во иеродиакона и служил в храме святого Спиридона в Спарте.
3 августа 2002 года тем же митрополитом в монастыре святых сорока мучеников спартанских был хиротонисан во иеромонаха. 25 марта 2009 года возведён в достоинство архимандрита.